# Hugues Salomon du Quiliou
Hugues Salomon du Quiliou est un dignitaire de l'ordre du Temple qui fut maréchal de l'ordre pendant la maîtrise de Bernard de Tramelay.

## Biographie
Hugues Salomon du Quiliou est le fils de Salomon du Quiliou. Il est probablement originaire du duché de Bretagne,.
Sa pierre tombale est retrouvée à Ascalon à la fin du XIXe siècle par un ancien consul de France à Jaffa est estimée être du XIIe siècle et indique :
« Mareschaudus Hugo Salomonis de Quiliuco
Templi milicie providus eximie,
Miles  bellator, fortis pedes assiliator,
Hostibus horribilis, cum sociis humilis,
Tormenti stratus ictu lapidis, tumulatus,
Ut legitur titulo, conditur hoc tumulo. »

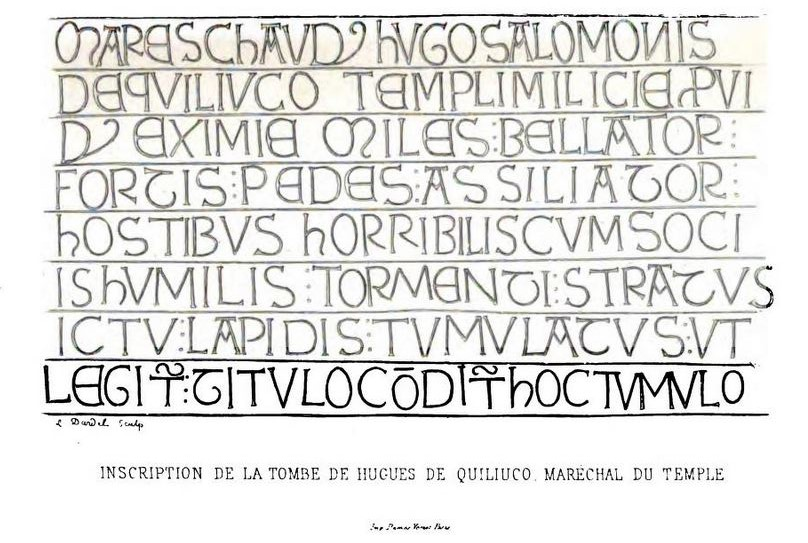
Reproduction de l'inscription de la pierre tombale d'Hugues Salomon du Quiliou.

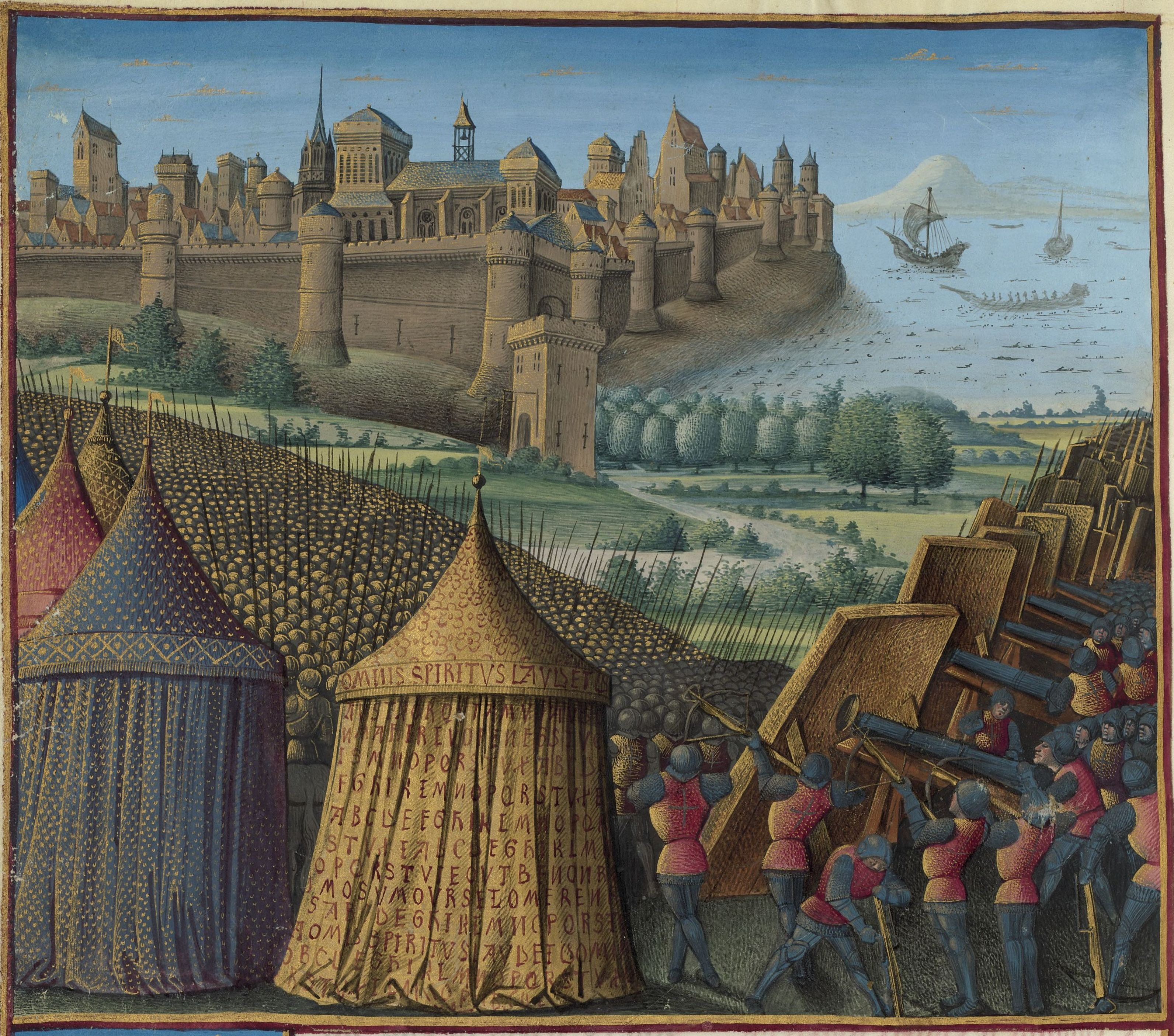
Le siège d'Ascalon par Baudouin III de Jérusalem (illustration des Passages d'outremer de Sébastien Mamerot, 1472-1475, Bibliothèque nationale de France).

Bien que non datée, cette inscription, probablement inspirée par l'ouvrage De Laude novae militiae de Bernard de Clairvaux, et son lieu de découverte indiquent qu'Hugues Salomon du Quiliou est probablement mort lors du siège d'Ascalon de 1153, tué par la pierre d'une machine de guerre. Ce siège verra également la mort du maître de l'ordre du Temple Bernard de Tramelay ainsi que de quarante frères Templiers,.

## Source
- René Grousset, L'épopée des Croisades, 1939.
- (en) Jochen Burgtorf, The Central Convent of Hospitallers and Templars : History, Organization, and Personnel (1099/1120-1310), Leiden/Boston, Brill, 2008, 761 p. (ISBN 978-90-04-16660-8, présentation en ligne, lire en ligne)
- Emmanuel Guillaume Rey, « L'ordre du Temple en Syrie et à Chypre, les Templiers en Terre Sainte », Revue de Champagne et de Brie,‎ 1888, p. 241 à 256 et 367 à 379 (lire en ligne, consulté le 11 février 2022)